# Jur Vrieling
Jur Vrieling (n. 31 iulie 1969, Slochteren, Groningen, Țările de Jos) este un sportiv ce a reprezentat Regatul Țărilor de Jos, medaliat olimpic. A participat la 2 ediții ale Jocurilor Olimpice (2012, 2016) în care a câștigat o medalie de argint.